# Nihat Kahveci
Nihat Kahveci (født 23. november 1979) er en tidligere fodboldspiller fra Tyrkiet, som senest spillede for Besiktas JK. Kahveci har tidligere spillet for de spanske klubber Real Sociedad og Villarreal. Han spiller angriber. 